# Christoph Rußmann
Christoph Rußmann (* 23. April 1966 in Herborn) ist ein deutscher Physiker, Hochschullehrer und Autor.

## Leben
Christoph Rußmann wuchs im mittelhessischen Aßlar auf und studierte von 1986 bis 1992 Chemie und Physik an der Justus-Liebig-Universität Gießen. Thema seiner Diplomarbeit am Strahlenzentrum der Fakultät Physik war Aufbau einer Apparatur zur Bestimmung der Wirkung kosmischer Strahlung auf Hefezellen und Simulationsmessungen im Rahmen des BIOPAN-Projektes der europäischen Weltraumorganisation ESA.
Von 1993 bis 1997 war er Stipendiat am Graduiertenkolleg „Zell- und Tumorbiologie“ am Institut für Molekularbiologie und Tumorforschung der Philipps-Universität Marburg bei Miguel Beato del Rosal. Er promovierte an der Fakultät Chemie der Philipps-Universität Marburg bei Hartmut Jungclas mit dem Thema die Untersuchung der laserinduzierten DNA-Protein-Quervernetzung mit ultrakurzen Laserpulsen und ihre Anwendung in der Molekularbiologie.
Nach seiner Promotion war er fast 20 Jahre in verschiedenen Managementfunktionen in der Konsumgüter- und Medizintechnik-Industrie tätig. Schwerpunkte seiner Arbeit waren die Produktentwicklung und klinische Forschung. Er entwickelte innovative Produkte für die Heimdiagnostik (Ohrfieberthermometer), Verfahren für die Wirkstoffsuche in der Pharmaindustrie, Femtosekundenlasersysteme für die refraktive Chirurgie sowie bildgebende Verfahren für die Ophthalmologie. Seine Arbeit fokussiert sich auf die Photonik und die Anwendung von Femtosekundenlasern in der Medizin und den Biowissenschaften. Er ist Experte für den Transfer von Technologien aus dem Labor in die Klinik („translational medicine“).
2016 folgte er einem Ruf an die Fakultät für Naturwissenschaften und Technik (heute Fakultät für Ingenieurwissenschaften und Gesundheit) der Hochschule für Angewandte Wissenschaft und Kunst Hildesheim/Holzminden/Göttingen. Rußmann lehrt u. a. Medizintechnik, Produktentwicklung und –zulassung in der Medizintechnik und die technische Optik.
Neben seiner Lehre forscht Rußmann zur Femtosekundenlaser-Anwendung in der Ophthalmologie, und Molekularbiologie, der optischen Bildgebungen und -verarbeitung in der Medizin sowie zur Anwendung von Exoskeletten. Die Medizinproduktezulassung und Entrepreneurship in der Medizintechnik bilden weitere Interessensschwerpunkte seiner Arbeit. Auf dem Gebiet der Medical Device Regulation und Post Market Surveillance ist er Trainer bei der TÜV Süd Akademie.
Als Studiendekan und Dekan des Gesundheitscampus ist er mitverantwortlich für den Aufbau des Gesundheitscampus Göttingen. Ziel der Einrichtung ist Akademisierung von Gesundheitsberufen und die Qualifizierung von dringend benötigtem Personal. Dazu gehören die Bachelor-Studiengänge Pflege, Therapiewissenschaften, Medizintechnik, Soziale Arbeit im Gesundheitswesen, Hebammenwissenschaft, Orthobionik sowie die Masterstudiengänge Medizintechnik.
Seit 2016 ist er Fakultätsmitglied des Brigham and Women’s Hospital der Harvard Medical School. Am Molecular Biomarker Nanoimaging Laboratory erforschen Ali Hafezi-Moghadam und er neue Verfahren zur Reprogrammierung von Makrophagen zur Behandlung der Altersmakuladegeneration, neue Biomarker für die diabetische Retinopathie und fokussierten Ultraschall zur minimal-invasiven Gabe von Medikamenten durch die Blut-Retina-Barriere. Ein weiteres Forschungsgebiet ist die intraoperative Bildgebung von Tumorrändern mittels optischer Verfahren und Kontrastmitteln.

## Privates
Christoph Rußmann ist verheiratet und hat eine Tochter.

## Auszeichnungen
- 1993: Stipendiat im DFG-Graduiertenkolleg „Zell- und Tumorbiologie“
- 2002: SBS Accomplishment Award der Society of Biomolecular Screening für Zeiss UHTS-System
- 2021: Wissenschaftspreis Niedersachsen[2]

## Publikationen
- I. Russmann C, Beigang R, Beato M. (2001): High DNA-protein crosslinking yield with two-wavelength femtosecond laser irradiation. Methods Molecular Biology 2001;148:611-20. doi:10.1385/1-59259-208-2:611. PMID 11357618.
- II. Bäumle P., Bizer K., Rußmann C., Helmke A., Viöl W. (2022): Potenziale regionaler Science-Industry-Partnerships in Photonik und Plasmatechnologie für eine bessere Gesundheit.
- In Transferinnovationen und Innovationstransfer zwischen Wirtschaft und Wissenschaft. Springer Books/Springer Verlag, ISBN 978-3-658-37157-9.